# Philodromus multispinus
Philodromus multispinus este o specie de păianjeni din genul Philodromus, familia Philodromidae, descrisă de Caporiacco, 1933.
Este endemică în Libya. Conform Catalogue of Life specia Philodromus multispinus nu are subspecii cunoscute.